# 草場純
草場 純（くさば じゅん、1950年 - ）は、日本のゲーム研究家である。世界中のボードゲームやカードゲームの普及と、埋もれた伝統ゲームの発掘に努めている。日本バックギャモン協会評議員。

## 略歴
東京都生まれ。都立秋川高校卒業後、1974年に東京学芸大学を卒業。大学時代は漫画研究会に所属。また、柴野拓美、大宮信光らが行っていた「SFファン科学研究会」に参加し、現在も継続している。
卒業後、都内公立小学校に勤務し、子どもたちとさまざまな遊びを実践。
1976年、ゲームについての最初の論考を『SFマガジン』2月号に掲載。1982年、ゲームサークル「なかよし村とゲームの木」を設立し､以来30年以上にわたって1700回を超えるゲーム会を開催。
のち「遊戯史学会」に入会し、論文を発表。
2000年、第1回「ゲームマーケット」を主催者として開催。以降、2009年まで毎年主催を務めた。
2006年、教員を退職。同時に、海外に日本のゲームを送り出すプロジェクト「やぽんブランド」を設立し、『ラブレター』『街コロ』などの話題のアナログゲームを世界に送り出す。
2014年、「ゲームマーケット」で頒布されたゲームの中から最も面白い作品を決定する「ゲームマーケット大賞」の審査員長に就任。2019年まで、同賞の審査に携わった。
2021年9月、アナログゲーム文化に関する普及・啓発・コミュニティ育成や、アナログゲーム資料の収集保存、ミュージアムの運営などを目的とした一般社団法人「アナログゲームミュージアム運営委員会」を設立。草場は代表理事を務める。

## エピソード
- 幼いころより、両親からトランプ、花札の遊び方を教わっていた。バンカースや日本一周旅行ゲームなども遊んでいたが、6歳ごろに出会ったモノポリーに鮮烈な印象を受けたという[7]。
- いわゆるユーロゲームよりも、伝統的なゲームやアブストラクトゲームを好む。最も好きであり、一番多く遊んだゲームはコントラクトブリッジ[7]。
- オセロの初期配置はリバーシの改悪であるという立場を取っており、リバーシをプレーしている[8][9]。
- 自宅にはテレビを置いておらず、2020年3月に『ニノさん』（日本テレビ）で「出川哲朗を知らない人」の1人として出演している[10]。

## 著書
- ゲーム探検隊―ゲームのしくみを解き明かす知的興奮読本（書苑新社） 1989/1 - 赤桐裕二・南雲夏彦・本間晴樹と共著。
- ザ・トランプゲーム―あっ!という間に楽しめる（成美堂出版） 1994/12/1
- 夢中になる!トランプの本―ゲーム・マジック・占い（主婦の友社） 2007/11/29
- 遊びの宝箱（スモール出版） 2016/5/17
- 草場純の遊び百科 トランプ編（プラス通信社） 2016/12/12
- みんなで! ひとりで! たのしいトランプあそび（ナツメ社） 2018/1/18 - 佐々木節夫・純銀桜子と共同監修。
- 日本現代卓上遊戯史紀聞 [2]草場純 （Kindle版）（ニューゲームズオーダー） 2018/5/9 - 草場へのインタビュー本。
- 数学セミナー（技術評論社） 2019年4月号より - コラム「アナログゲームの数々」を連載中。
- もっと夢中になる!トランプの本―ゲーム・マジック・占い（主婦の友社） 2019/10/02 - 「夢中になる!トランプの本」の増補改訂版。